# Koldo Obieta
Koldo Obieta Alberdi (Guernica, 8 ottobre 1993) è un calciatore spagnolo, attaccante del Real Unión.

## Carriera
Cresciuto nel settore giovanile del Gernika, trascorre i primi anni della carriera in Tercera División con il Gernika proprio e lo Zamudio. Nel 2016 si trasferisce all'Amorebieta, squadra militante in Segunda División B. Nell'estate del 2017 viene acquistato dall'Eibar, che lo aggrega alla rosa della società satellite del CD Vitoria. Due stagioni dopo, nel 2019, viene ceduto al Tudelano, altro club di Segunda División B. Nel 2020 torna all'Amorebieta, con cui al termine della stagione ottiene la promozione in Segunda División; il 23 agosto 2021 debutta in seconda divisione, in occasione dell'incontro perso per 2-0 contro il Mirandés. Realizza la sua prima rete in campionato sei giorni dopo, nell'incontro vinto per 2-1 contro l'Almería; conclude la stagione con 40 presenze e sette reti complessive tra campionato e coppa nazionale, non riuscendo, tuttavia, ad evitare la retrocessione in Primera División RFEF. Il 20 giugno 2022 firma un contratto biennale con la squadra polacca del Miedź Legnica, militante nell'Ekstraklasa, la prima divisione locale.

## Statistiche

### Presenze e reti nei club
Statistiche aggiornate al 1º maggio 2023.
| Stagione          | Squadra           | Campionato        | Campionato | Campionato | Coppe nazionali | Coppe nazionali | Coppe nazionali | Coppe continentali | Coppe continentali | Coppe continentali | Altre coppe | Altre coppe | Altre coppe | Totale | Totale |
| Stagione          | Squadra           | Comp              | Pres       | Reti       | Comp            | Pres            | Reti            | Comp               | Pres               | Reti               | Comp        | Pres        | Reti        | Pres   | Reti   |
| ----------------- | ----------------- | ----------------- | ---------- | ---------- | --------------- | --------------- | --------------- | ------------------ | ------------------ | ------------------ | ----------- | ----------- | ----------- | ------ | ------ |
| 2016-2017         | Amorebieta        | SDB               | 31         | 11         | CR              | 3               | 2               |                    | -                  | -                  |             | -           | -           | 34     | 13     |
| 2017-2018         | CD Vitoria        | SDB               | 29         | 4          |                 | -               | -               |                    | -                  | -                  |             | -           | -           | 29     | 4      |
| 2018-2019         | CD Vitoria        | SDB               | 33         | 5          |                 | -               | -               |                    | -                  | -                  |             | -           | -           | 33     | 5      |
| Totale Vitoria    | Totale Vitoria    | Totale Vitoria    | 62         | 9          |                 | -               | -               |                    | -                  | -                  |             | -           | -           | 62     | 9      |
| 2019-2020         | Tudelano          | SDB               | 28         | 4          | CR              | 1               | 0               |                    | -                  | -                  |             | -           | -           | 29     | 4      |
| 2020-2021         | Amorebieta        | SDB               | 19+8       | 4+0        | CR              | 2               | 0               |                    | -                  | -                  |             | -           | -           | 29     | 4      |
| 2021-2022         | Amorebieta        | SD                | 39         | 7          | CR              | 1               | 0               |                    | -                  | -                  |             | -           | -           | 40     | 7      |
| Totale Amorebieta | Totale Amorebieta | Totale Amorebieta | 58+8       | 11+0       |                 | 3               | 0               |                    | -                  | -                  |             | -           | -           | 69     | 11     |
| 2022-2023         | Miedź Legnica     | EK                | 25         | 2          | CP              | 1               | 0               |                    | -                  | -                  |             | -           | -           | 26     | 2      |
| Totale carriera   | Totale carriera   | Totale carriera   | 212        | 37         |                 | 8               | 2               |                    | -                  | -                  |             | -           | -           | 220    | 39     |